# Castillo de Martinuzzi
El castillo de Martinuzzi, también conocido como castillo de Alvinc, es un castillo medieval en Vințu de Jos, en la región de Transilvania en Rumania. La fortaleza fue una de las obras más antiguas e influyentes del estilo renacentista italiano en Transilvania. Sus ruinas están clasificadas como patrimonio nacional, identificadas bajo el código AB-II-mB-00394 en el Registro Nacional de Monumentos Históricos de Rumania.

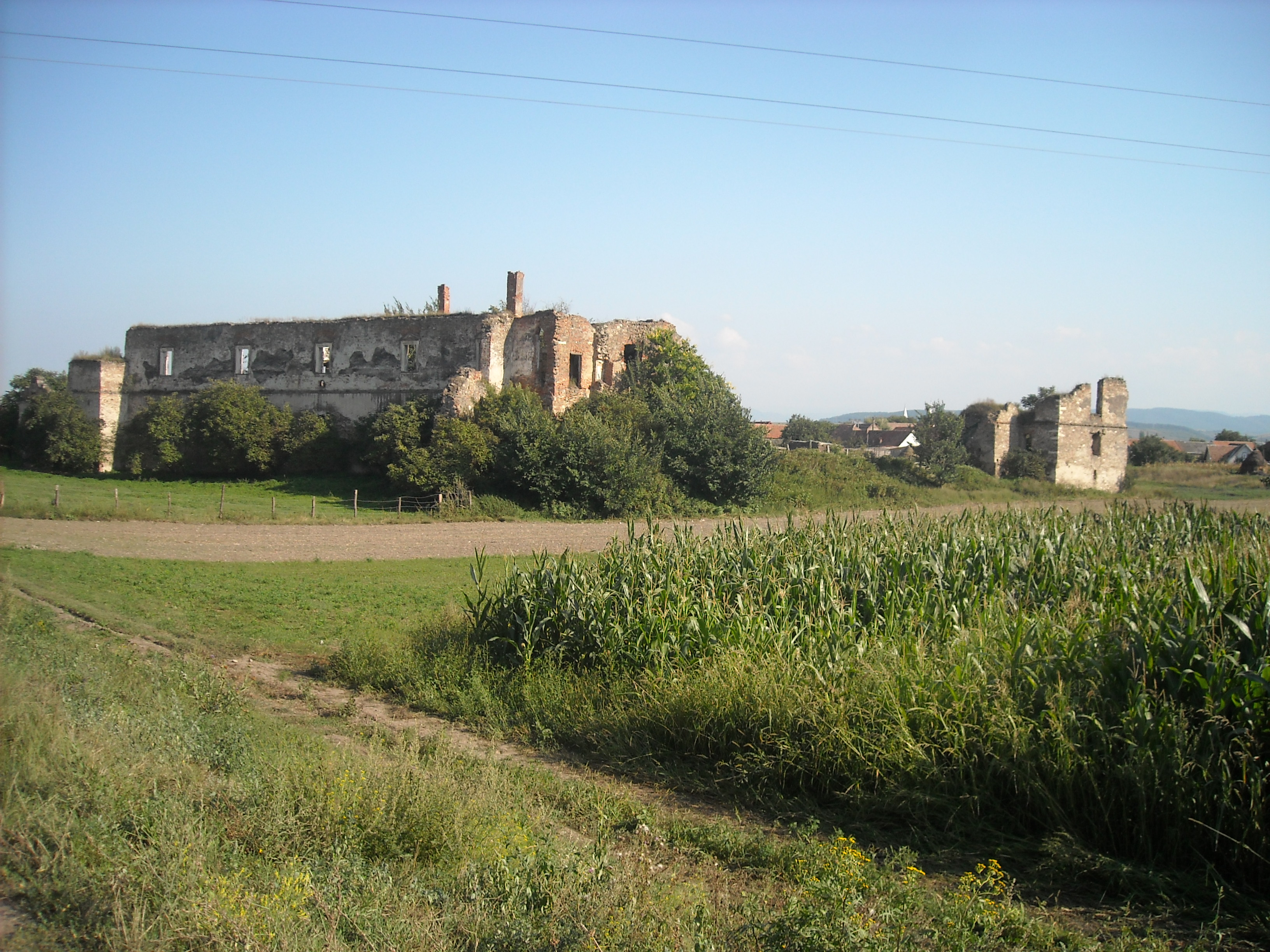
Ruinas del castillo de Martinuzzi

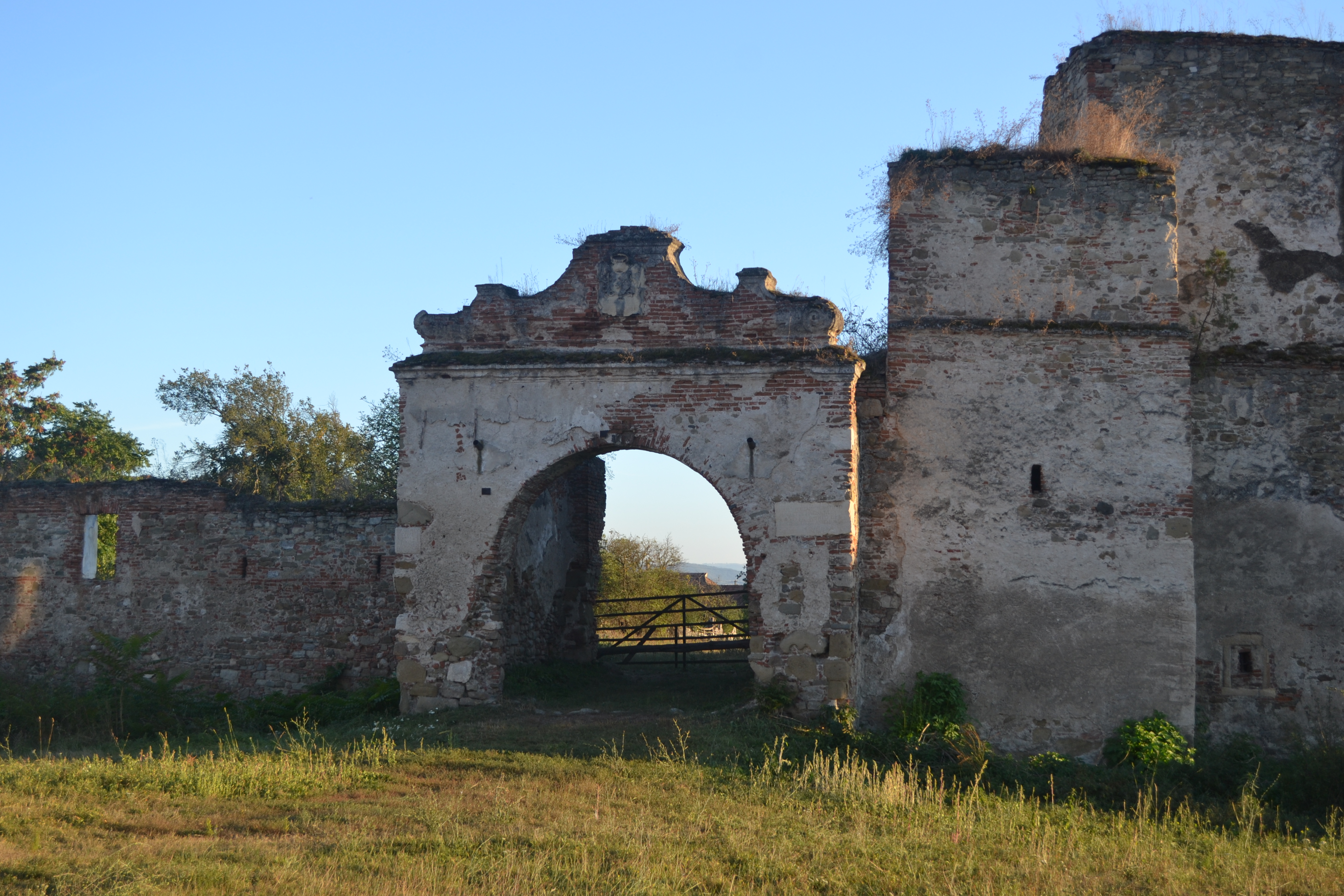
Castillo de Martinuzzi

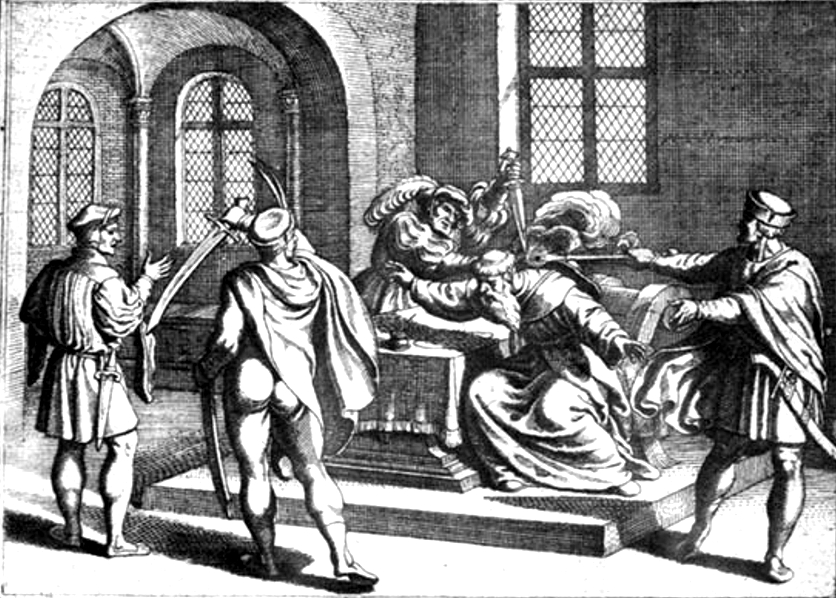
Jorge Martinuzzi fue asesinado por el general Castaldo dentro de los muros del castillo en diciembre de 1551

## Historia
En 1546, el arzobispo Jorge Martinuzzi recibió las tierras de la región del Alvinc, en las cuales se encontraba un monasterio del siglo XIV de la orden dominicana. El arzobispo ordenó su demolición y la construcción de un castillo.
En la noche del 16 al 17 de diciembre de 1551, Jorge Martinuzzi fue asesinado dentro de los muros del castillo por el general Giovanni Battista Castaldo.
En 1601 los arquitectos italianos Simone y Fulvio Genga fueron acusados de intrigas políticas y asesinados en las mazmorras del castillo por el general Basta. Entre 1658 y 1661 la fortaleza fue dañada por ataques otomanos y tártaros. En 1680, el metropolitano Sava Brancović fue encarcelado por Miguel Apafi I en las mazmorras del castillo.
En 1715, el castillo pasó a ser propiedad de la Iglesia católica en Transilvania y funcionó como residencia episcopal de verano. En 1792, mientras estaba ocupada por Ignác Batthyány, la propiedad se incendió y luego fue reparada.
Durante el régimen comunista de Rumanía, el castillo siguió deteriorándose y se utilizó como almacén industrial, granero y planta procesadora de carne. Las partes del norte de la estructura se derrumbaron en 1981.
Después de la revolución rumana de 1989, el castillo fue abandonado y las ruinas se enfrentan a un colapso inminente.

## Mitología
La tradición oral sugiere que Castaldo asesinó a Martinuzzi en un intento de recuperar un alijo de monedas antiguas, que se rumoreaba que el cardenal había adquirido de un pescador local y escondido en el castillo.